# Rijnsburg (Veere)
Rijnsburg is een voormalig gehucht en buitenplaats gelegen in de Zeeuwse gemeente Veere. 
De naam van het voormalig gehucht, dat nu nog bestaat uit enkele huizen en boerderijen, komt nog voor in de straatnaam Rijnsburgseweg en er wordt aan gerefereerd in de naam van de camping Klein Rijnsburg aan de Noordweg. In de buurt van de plek van die camping werd in 1199 een buitenhof gebouwd door de Abdij van Rijnsburg, waaraan de naam is ontleend, op grond geschonken door graaf van Holland Dirk VII.

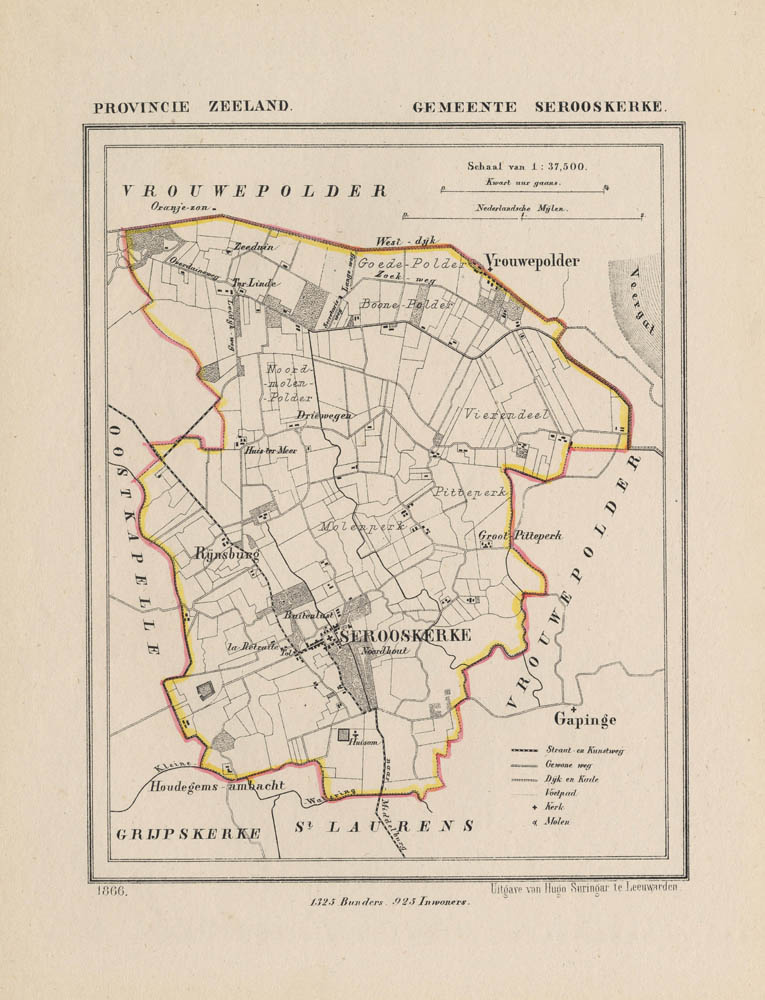
Rijnsburg in de Gemeente-atlas van Nederland (1866)

Het hof van de abdij werd in 1579 verkocht aan Alexander de Haultain, gouverneur van Zeeland, gehuwd met Marguerite de Berchem, een adellijke dame en uitgetreden benedictines van de betrokken abdij. Izaak Godin stichtte vervolgens in het midden van de 17e eeuw de buitenplaats Rijnsburg. In 1732 werd het de zomerresidentie van Willem van Citters, burgemeester van Middelburg. De laatste eigenaar van 1826 tot 1866 was J.G. Hinlopen. Na diens overlijden werd de buitenplaats gesloopt. Slechts de aanliggende boerderij bleef over. 
In 1803 werden de ambachtsheerlijkheden Rijnsburg, Hondegems Ambacht en Serooskerke, samengevoegd tot de nieuwe gemeente Serooskerke. De buitenplaats was op het grondgebied van de voormalige gemeente Oostkapelle gelegen, die in 1966 deel van de gemeente Domburg werd. Deze gemeente ging in 1997 op in de gemeente Veere. Het gehucht wordt omringd door Oostkapelle, Serooskerke en Vrouwenpolder.
De aan weerszijden met hoge populieren afgezoomde Rijnsburgseweg, kreeg persbelangstelling toen het Waterschap Scheldestromen in 2018 aankondigde over te gaan tot kap. De noodzaak, fasering en densiteit van de heraanplant lagen onder vuur.
Steden: Domburg · Veere · Westkapelle

Dorpen: Aagtekerke · Biggekerke · Dishoek · Gapinge · Grijpskerke · Koudekerke · Meliskerke · Oostkapelle · Serooskerke · Vrouwenpolder · Zoutelande

Buurtschappen: Boudewijnskerke · Buttinge · Groot Valkenisse · Hoogelande · Krommenhoeke · Mariekerke · Molembaix · Molenperk · Pitteperk · Poppendamme · Schellach (deels) · Sint-Jan ten Heere · Sint Janskerke

(Voormalige) gehuchten: Geldtienden · Klein Valkenisse · Poppekerke · Rijnsburg · Snabbeldorp · Werendijke · Woitkensdorp · Zanddijk

Zeeland: Steden en dorpen in Zeeland      Nederland: Provincies · Gemeenten